# SS Victorian (1903)
SS Victorian byl parník společnosti Leylad & Co. vybudovaný v loděnicích Harland & Wolff v Belfastu. Jeho tonáž činila 8 825 BRT. Sloužil jako nákladní loď. V roce 1903 byl předán společně se svou sesterskou lodí Armenianem pod vedení White Star Line, pod níž sloužily na trase Liverpool – New York. V roce 1914 byl přejmenován na Russian. V roce 1916, během 1. světové války, byl u Malty torpédován a nakonec se potopil.

## Stavba a registrace
V roce 1895 společnost Harland & Wolff v Belfastu  spustila na vodu tři nákladní lodě pro společnost Frederick Leyland & Co. Loď číslo 291 byla spuštěna na vodu 6. července jako Victorian a dokončena 31. srpna. Loď číslo 292 byla spuštěna na vodu 25. července jako Armenian a dokončena 19. září. Loď číslo 296 byla spuštěna na vodu 21. září jako Cestrian a dokončena 5. března 1896.
Délka lodi Victorian byla 156,2 m (512,5 stop), její šířka byla 18,0 m (59,2 stop) a ponor 10,7 m (35,0 stop). Byla určena především k přepravě dobytka, ale měla také „asi tucet kajut“ pro cestující. Její tonáž byla 8 765 BRT, 5 714 NRT a 10 500 DWT. Když byly parníky Victorian, Armenian a Cestrian nové, vyznačovaly se mezi nově postavenými loděmi „výjimečně velkou tonáží", druhou po lodi Georgic společnosti White Star Line. Parník Victorian měl jediný šroub poháněný sdruženým parním strojem s trojnásobnou expanzí, který měl výkon 718 NHP.  Měl také čtyři stěžně a mohl být vyzbrojen jako škuner.